# Martin Angerer
Martin Angerer (* 1977 in Graz) ist ein österreichischer Trompeter.

## Leben
Martin Angerer studierte ab 1992 Trompete an der Universität für Musik und darstellende Kunst Graz bei Stanko Arnold. Mit Auszeichnung wurde er zum Magister artium graduiert. Anschließend studierte er in Schweden bei Bo Nilsson und Håkan Hardenberger sowie am Mozarteum in Salzburg bei Hans Gansch. Es folgten Meisterkurse, u. a. bei Maurice André, Pierre Thibaud und Adolph Herseth.
Seit 1996 ist er Mitglied des „Ensemble Wiener Collage“, außerdem ist er Teil des Ensembles „The Art of Trumpet Vienna“. Im Jahr 2000 wurde er 1. Trompeter des Grazer Symphonischen Orchesters und 2007 zum Solo-Trompeter der Staatskapelle Berlin berufen. Dort unterrichtete er zudem als Mentor an der Orchesterakademie. Nach vier Jahren wechselte Angerer schließlich im September 2011 zum Symphonieorchester des Bayerischen Rundfunks.
Martin Angerer war bereits bei zahlreichen namhaften europäischen Orchestern zu Gast (z. B. beim Orchester der Wiener Staatsoper, den Münchner Philharmonikern, dem Orchestra Filarmonica della Scala, dem Gewandhausorchester Leipzig, dem Rundfunk-Sinfonieorchester Berlin und dem Deutschen Symphonie-Orchester Berlin). Als Solist trat er u. a. bei den Salzburger und Bregenzer Festspielen auf, außerdem bei Tourneen durch Europa, die Vereinigten Staaten und Japan.